# Mary Gross
Pour les articles homonymes, voir Gross.
Mary Gross est une actrice et scénariste américaine, née le 25 mars 1953 à Chicago, Illinois (États-Unis).

## Filmographie

### Actrice
- 1980 : Avery Schreiber Live from the Second City (TV)
- 1986 : Club Paradis (Club Paradise) : Jackie
- 1987 : Baby Boom : Charlotte Elkman
- 1988 : Parle à mon psy, ma tête est malade (The Couch Trip) : Vera Maitlin
- 1988 : L'Amour au hasard (Casual Sex?) : Ilene
- 1988 : Quand les jumelles s'emmêlent (Big Business) : Judy
- 1988 : Hot to Trot : Ms. French
- 1988 : Deux filles au FBI (Feds) : Janis Zuckerman
- 1989 : Les Scouts de Beverly Hills (Troop Beverly Hills) : Annie Herman
- 1989 : The People Next Door (série télévisée) : Abigail MacIntyre
- 1992 : Billy (série télévisée) : Phoebe
- 1992 : There Goes the Neighborhood : Mrs. Bratesman
- 1993 : Public Enemy #2 : Marcey
- 1993 : Animaniacs (série télévisée) : Katie's Mom (voix)
- 1994 : Super Noël (The Santa Clause) : Miss Daniels
- 1994 : Joyeux Noël (Mixed Nuts) : Hotline Caller (voix)
- 1995 : Loïs et Clark, les nouvelles aventures de Superman (Lois & Clark: The New Adventures of Superman) : Cornelia Nell Newtrich
- 1996 : Étoile du soir (The Evening Star) : Sitcom Parent
- 1996 : Sabrina, l'apprentie sorcière : Mme Quick
- 1998 : Les Ensorceleuses (Practical Magic) : Debbie
- 1998 : Les Razmoket, le film (The Rugrats Movie) de Norton Virgien et Igor Kovaljov : Woman Guest (voix)
- 2000 : Jailbait (TV) : Patti Fisher
- 2001 : Tremors 3: Back to Perfection (vidéo) : Tourist Mom
- 2002 : 40 jours et 40 nuits (40 Days and 40 Nights) : Bev Sullivan
- 2003 : A Mighty Wind, titre québécois Les Grandes Retrouvailles) de Christopher Guest : Ma Klapper
- 2012 : Adoption à risques (Adopting Terror) (TV) : Laura

### Scénariste
- 1983-1984 : Saturday Night Live (19 épisodes)